# Bradypterus mandelli
Bradypterus mandelli là một loài chim trong họ Locustellidae.